# Гемпель, Карл Густав
Ка́рл Гу́став Ге́мпель (нем. Carl Gustav Hempel; 8 января 1905, Ораниенбург — 9 ноября 1997, Принстон) — немецкий и американский философ.

## Биография
После окончания берлинской реальной гимназии поступил в Гёттингенский университет, где изучал математику и философию. Большое впечатление на него произвели встречи с Гильбертом и его программа доказательства непротиворечивости классической математики. После недолгого пребывания в Гейдельберге Гемпель возвратился в Берлин для изучения математики, философии и физики. В 1929 году он принял участие в съезде позитивистов, на котором познакомился с Карнапом. Вслед за этим учёным он уехал в Австрию и вступил в Венский кружок. В 1934 году Гемпель защитил в Берлине докторскую диссертацию по теории вероятностей.
В том же году философ, опасаясь нацистов, уезжает в Бельгию, а в 1937 году получает приглашение из Чикагского университета. В 1939 году Гемпель вместе с женой Евой навсегда покидает Европу. Он преподавал в Сити Колледже, Йельском, Принстонском, Еврейском и Питтсбургском университетах. Одним из наиболее выдающихся его учеников был Т. С. Кун.
Умер от пневмонии 9 ноября 1997 года.
Гемпель был президентом Восточного отделения Американской философской ассоциации, членом Американской академии искусств и наук, почётным доктором Констанцского университета. В родном городе в честь него названа улица.
Наиболее важные идеи Гемпеля:
- Парадокс воронов, иллюстрирующий противоречие индуктивной логики и интуиции.
- Дилемма теоретика, ставящая вопрос о нужности или ненужности теоретических терминов.
- Дедуктивно-номологическая модель, демонстрирующая объяснение конкретных событий общими законами.

## Работы, изданные на русском языке
- Мотивы и «охватывающие» законы в историческом объяснении. // Философия и методология истории. — М., 1977. С. 72-93.
- Логика объяснения. — М.: Дом интеллектуальной книги, Русское феноменологическое общество, 1998. — 240 с. — ISBN 5-7333-0003-5.